# Wolodymyr Parchomenko
Wolodymyr Oleksandrowytsch Parchomenko (ukrainisch Володимир Олександрович Пархоменко, russisch Владимир Александрович Пархоменко Wladimir Alexandrowitsch Parchomenko; * 9. Septemberjul. / 21. September 1880greg. in Smile, Gouvernement Poltawa, Russisches Kaiserreich; † 1942 in Leningrad, Sowjetunion) war ein ukrainischer Historiker. Er war insbesondere Spezialist für die Geschichte der Kiewer Rus.

## Leben
Wolodymyr Parchomenko kam als Sohn einer Priesterfamilie im Gouvernement Poltawa zur Welt und erhielt seine Ausbildung am Theologischen Seminar in Poltawa und an der Theologischen Akademie Sankt Petersburg.  1905 schloss er sein Studium als Kandidat der Theologie ab, absolvierte das archäologische Institut und lehrte anschließend Kirchengeschichte am Theologischen Seminar in Poltawa. 1912 wurde er Magister der Theologie.
Zwischen 1913 und 1917 lehrte er am Lehrerinstitut in Tiflis und war Direktor des Sochumi-Seminars. Anschließend war er im Zeitraum 1917/18 Direktor des ukrainischen Gymnasiums in Kaniw und 1918 war er außerordentlicher Professor der Abteilung für russische Geschichte. Ende 1918 zog er mit seiner Familie nach Poltawa und von dort auf die Krim, wo er zum Privatdozenten der Taurischen Universität gewählt wurde. Er lehrte zudem am Kuban-Polytechnischen-Institut und der Kuban-Universität. Von 1921 an war er in Kiew wissenschaftlicher Mitarbeiter der Allukrainischen Akademie der Wissenschaften und Professor am Institut für Bildung (heute: Nationale Taras-Schewtschenko-Universität Kiew) und schloss sich dem Kreis der Koryphäen der ukrainischen Wissenschaft um Mychajlo Hruschewskyj, Serhij Jefremow, Ahatanhel Krymskyj, Nikolai Makarenko (Макаренко Микола Омелянович), Fedir Schmit (Шміт Федір Іванович) und D. M. Schtscherbakiwskym (Д. М. Щербаківським) an.
Aufgrund materieller Schwierigkeiten und seiner schwierigen Beziehung zu Hruschewskyj kehrte er nach Poltawa zurück und lehrte dort ab 1924 an der Pädagogischen Universität W.G. Korolenko. Jedoch trug die schwierige gesellschaftspolitische Lage in der Ukraine sowie die geografisch abseits der führenden wissenschaftlichen Zentren gelegene Stadt nicht zur aktiven Forschung bei.
Im März 1925 wurde er Professor am Institut für öffentliche Bildung in Dnipropetrowsk. Außerdem wurde er in Dnipropetrowsk Direktor der ethnografischen Abteilung des Regionalmuseums für Geschichte und Archäologie sowie Vorsitzender der dortigen wissenschaftlichen Gesellschaft.
Am 30. September 1929 wurde er wegen angeblicher Zugehörigkeit zu einer konterrevolutionären Untergrundorganisation verhaftet und im folgenden Jahr zu 10 Jahren Lagerhaft verurteilt. Am 6. Juni 1933 wurde er auf Antrag seiner Schwester als Behinderter aus dem Gulag in Solowki entlassen. In der zweiten Hälfte der 1930er Jahre verlegte er seinen Wohnsitz nach Leningrad und war dort in der Zweigstelle der Akademie der Wissenschaften der UdSSR tätig. Er starb 1942 während der deutschen Belagerung von Leningrad und wurde am 17. Juni 1989 rehabilitiert.